# Општина Малишево
Општина Малишево је општина на централном Космету која је настала од делова општина Клина, Ораховац, Глоговац и Сува Река и обухвата 44 насеља. Општина је у данашњем обиму први пут успостављена 1960. године, да би 1965. године била укинута, поново је формирана 1985. године (Сл. лист Сап Косова; 48/85) и опет укинута 03. августа 1991. године по закону Србије (Сл. гласник Републике Србије; 47/91), али је УНМИК администрација поново формирала у јулу 2000. године. У време 1991-2000. године док није постојала званична општина, постојале су паралелене општинске структуре Албанаца. У општини, по резултатима пописа становништва 2011. године на Косову, живи 54.613 становника, од тога Албанаца има 54.501 или чак 99,79%.
Данас је општина Малишева скоро потпуно једнонацијална општина. У општинском средишту живи малобројна Ромска заједница са око 65 Рома, која је према изворима Европског центра за мањине на Косову, готово потпуно интегрисана у друштво, због чега се „не суочавају са непријатељсвом усмереним ка њима“ и могу „чак да слободно путују по општини“, а о њиховој сигурности се брину Косовска полиција, КФОР, Швајцарска дирекција за заштиту и спасавање.

До сукоба на Косову у овој општини је било и око 450 Срба, посебно у селима Кијево и Млечане, али према истим изворима од 1999. није забележен ни један повратак, односно: 
30 српских породица је отишло и никада нису покушали да се врате, нити су показали жељу за тим.— Европски центар за мањине на Косову и Метохији, финансиран од стране Савезног министарства иностраних послова Швајцарске, Етно политичка мапа

## Запосленост
Општина Малишево је једна од најсиромашнијих на Косову и Метохији. У 2010. години, било је 7.099 назапослених, од чега 70% Албанаца и 99% Рома. Исте године у јавном сектору било је 135 запослених Албанаца и 2 Рома.

## Здравство
У општини постоји један дом здравља у центру града и шест подјединица у селима Кијево, Беланица, Трпеза, Пагаруса, Панорац и Влашки Дреновац, и 10 јединица здравствене заштите „амбуланти“ у другим селима. Општински здравствени сектор запошљава 126 особа (20 доктора, 75 медицинских сестара и 31 административног радника).